# فرزند لازاروس
فرزند لازاروس (به انگلیسی: The Lazarus Child) یا فرزندان بیمار فیلمی محصول سال ۲۰۰۴ و به کارگردانی گراهام تکستون است. در این فیلم بازیگرانی همچون اندی گارسیا، فرانسیس اوکانر، آنجلا باست، هری ادن، جرالدین مک‌ایوان و دنیله بیرنز ایفای نقش کرده‌اند.